# Montaglioni
Montaglioni è una frazione del comune di Preci (PG) sito a 901 m s.l.m. ed abitato da 9 persone.

## Storia e descrizione
Il paese risale all'anno 1328 (Mons ad Lunam), costruito come castello organizzato attorno alla piazzetta centrale. Del castello rimane l'arco d'ingresso ad ogiva, datato 1333, con una figura di leone posta sopra cinque monti. Esso era uno dei castelli più importanti della cosiddetta Valle Oblita.
Da ricordare la chiesa di Santa Maria (XV secolo) e la chiesa della Madonna della Cona (XVI secolo, Madonna dell'Icona), all'interno del paese. Quest'ultima contiene un venerato frammento di polittico, rappresentante la Madonna con Bambino, attualmente in fase di restauro. Notevole il fosso detto "lu cugnuntu", con una cascata di circa 20 m.
Tra le attività economiche più importanti vi è un prosciuttificio, che segue l'antica tradizione dei norcini. Nel 1911 vi è stata istituita una Comunanza agraria, tuttora operante.
Si festeggia l'Assunta, il 15 agosto.

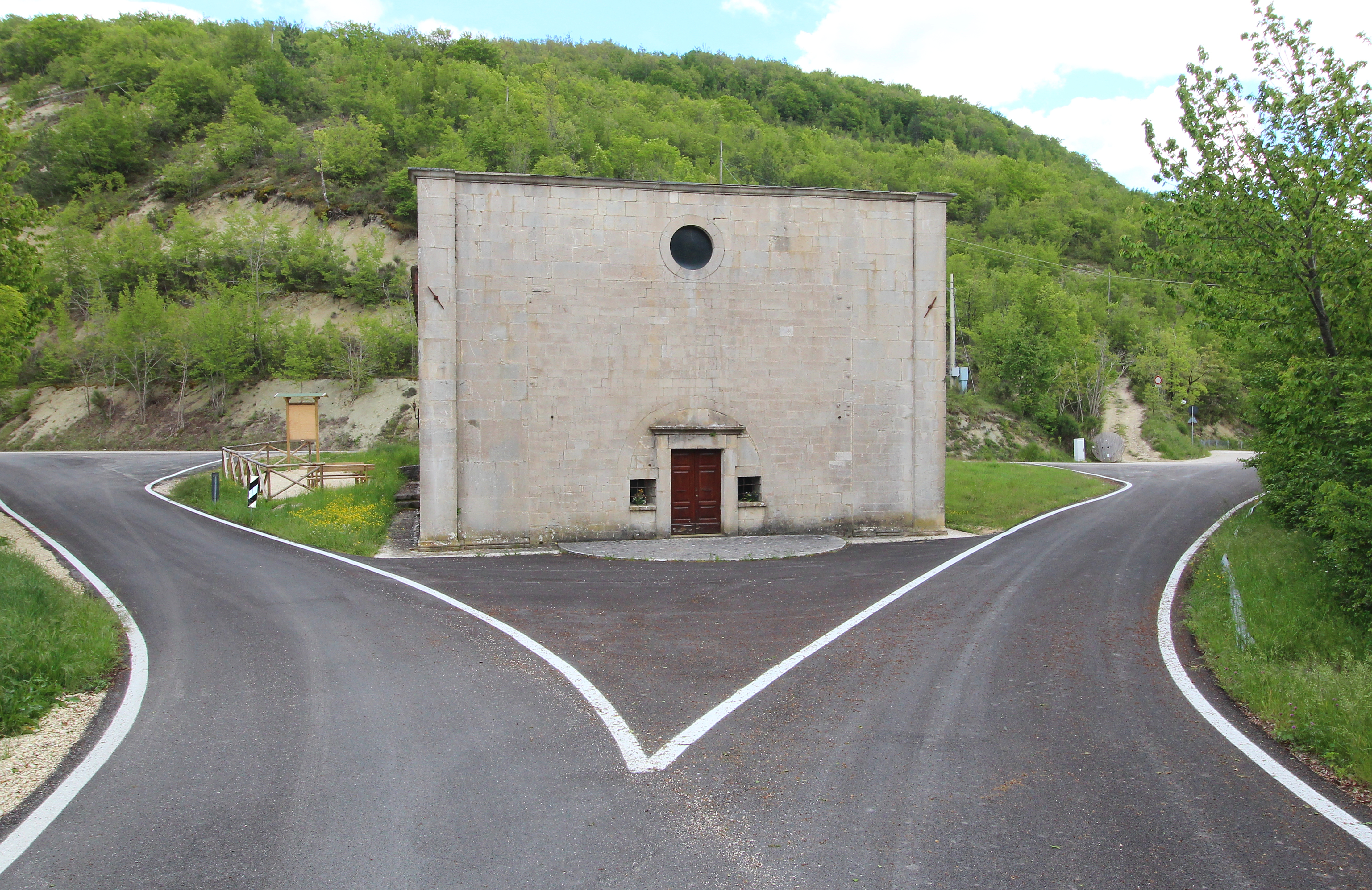
La chiesa della Madonna della Cona
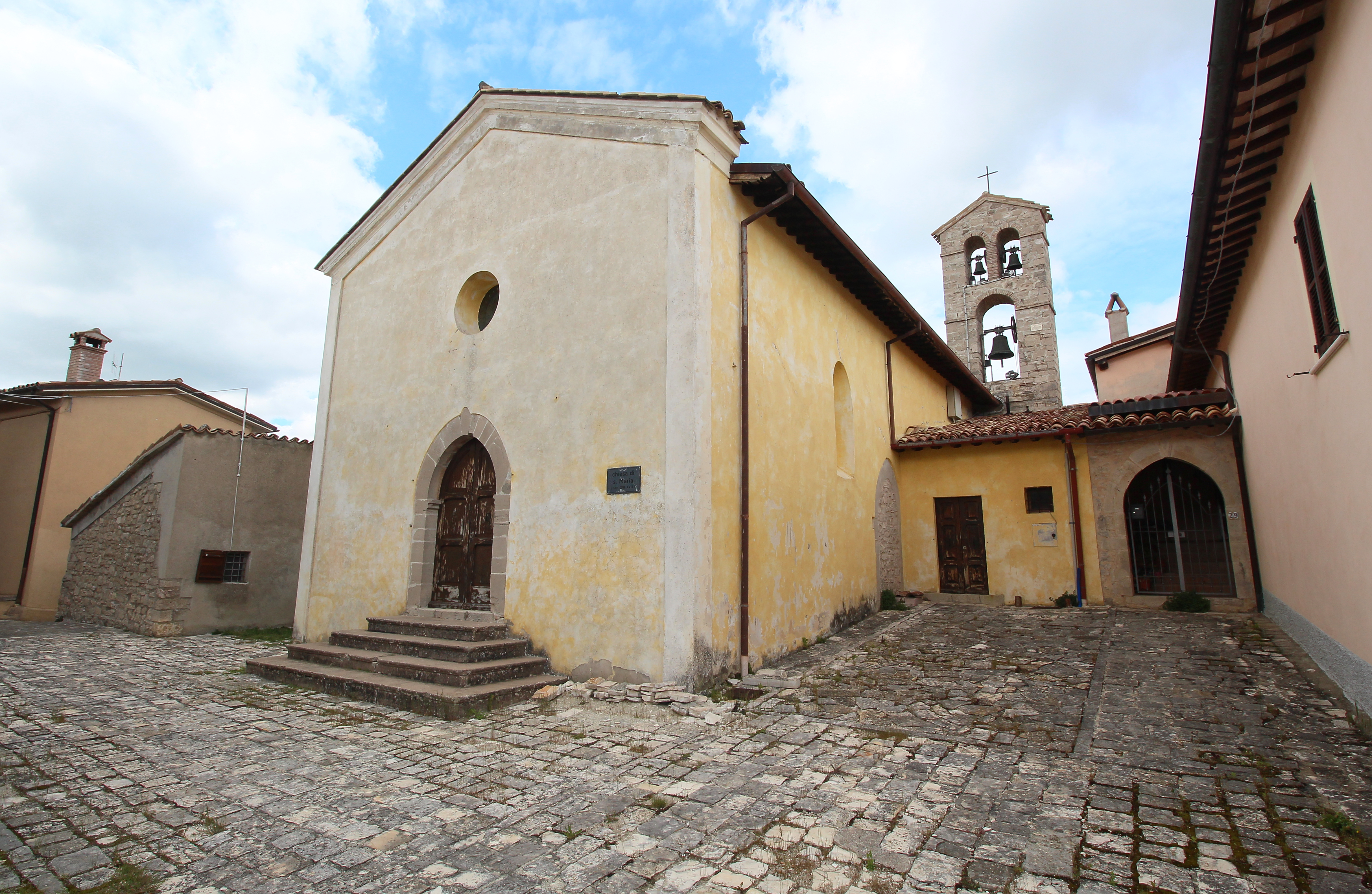
La chiesa Santa Maria dentro il borgo